# Gondanglegi Wetan
Gondanglegi Wetan is een bestuurslaag in het regentschap Malang van de provincie Oost-Java, Indonesië. Gondanglegi Wetan telt 12.369 inwoners (volkstelling 2010).